# Louis Jacobsohn-Lask

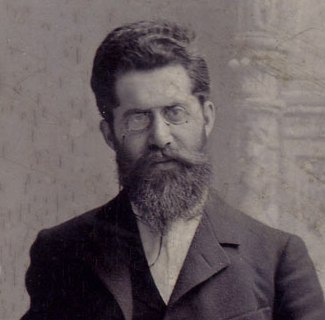
Louis Jacobsohn-Lask ca. 1901

Louis Jacobsohn-Lask (* 2. März 1863 in Bromberg; † 17. Mai 1940 in Sewastopol) war ein deutscher Neurologe und Neuroanatom.

## Leben
Louis Jacobsohn wurde als jüngster Sohn des Sattlermeisters und Kleinhändlers Jacob Jacobsohn und seiner Frau Henriette, geb. Herz, geboren. Er hatte eine Zwillingsschwester, Recha, und mindestens einen Bruder, Hermann; mehr ist über seine Geschwister nicht bekannt. In den 1870er Jahren zog die Familie nach Berlin.
Jacobsohn-Lask arbeitete von 1894 bis 1904 im Anatomischen Institut Wilhelm Waldeyers an der Friedrich-Wilhelms-Universität Berlin. Zuvor war er Assistent im Neurologischen Institut Emanuel Mendels, das zwar der Universität angegliedert war, ihr aber nicht angehörte.
1901 heiratete er die spätere Schriftstellerin Berta Lask.
1904 ging er zurück zu Mendel und übernahm nach dessen Tod 1907 die Leitung des Instituts. Sowohl bei Mendel als auch bei Waldeyer arbeitete er eng mit dem polnischen Neurologen Edward Flatau zusammen, mit dem ihn auch eine Freundschaft verband.
Louis Jacobsohn-Lask emigrierte 1936 in die Sowjetunion und starb in Sewastopol. Ihm wurde ein Ehrenbegräbnis bereitet, eine Kapelle der Roten Flotte begleitete den Sarg auf den Friedhof.

## Schaffen
Jacobsohn-Lasks Hauptwerk war ein fotografischer Atlas der vergleichenden Neuroanatomie, dessen erste drei Bände er noch vor seiner Emigration zwischen 1933 und 1935 in Berlin veröffentlichte. Hierfür sammelte er über 40 Jahre seiner Tätigkeit Präparate und Fotos.

## Werke
- Ueber die schwere Form der Arteriosklerose im Centralnervensystem. 1895.
- mit B. Jamane: Zur Pathologie der Tumoren der hinteren Schädelgrube. 1896. doi:10.1007/BF02961675
- mit E. Flatau: XII. Internationaler medicinischer Congress Zu Moskau. 1897. doi:10.1007/BF02036441
- Zur Frage der sogenannten motorischen Aphasie. 1909. doi:10.1007/BF02653820
- mit E. Malone: Über die Kerne des menschlichen Diencephalon. Königl. Akademie der Wissenschaften, Berlin 1910.
- Über die Gruppierung der Nervenzellen im Fischrückenmark, erläutert an Querschnitten des Rückenmarks von Tinca vulgaris. 1911. doi:10.1007/BF02978992
- Gibt es eine brauchbare Methode, um Aufschluss über das sittliche Fühlen eines Jugendlichen zu bekommen? In: Zeitschrift für die gesamte Neurologie und Psychiatrie. 46, 1919, S. 285–374. doi:10.1007/BF02873137
- Über die Fernald'sche Methode zur Prüfung des sittlichen Fühlens und über ihre weitere Ausgestaltung. In: Zeitschrift für angewandte Psychologie. (1920): Beiheft 24.
- Ueber die Fernaldsche Prüfungsmethode zur Feststellung des sittlichen Empfindens und ihre weitere Ausgestaltung. Vortrag in der Berliner Gesellschaft für Psychiatrie und Nervenkrankheiten am 26. Januar 1920. In: Neurologische Zentralblatt. 39, 1920, S. 178–191, 205–208.
- Die Kreuzung der Nervenbahnen und die bilaterale Symmetrie des tierischen Körpers. In: Abhandlungen aus der Neurologie, Psychiatrie, und ihren Grenzgebieten. Heft 26, 1924.
- Über eine Art Mendelschen Reflexes an der Hand. 1926. doi:10.1007/BF01710821
- Warum liegt im Rückenmark die graue Substanz nach innen, die weiße Substanz nach außen, und warum ist das Lageverhältnis dieser beiden Substanzen in den Hemisphären der höheren Wirbeltiere ein umgekehrtes? 1927. doi:10.1007/BF02117932
- Die Grundeinteilung des sekundären Vorderhirns (Telencephalon) nach den Fortschritten der anatomischen Forschungen der letzten 60 Jahre. In: Zeitschrift für die gesamte Neurologie und Psychiatrie. 109, 1, 1927, S. 793–812. doi:10.1007/BF02870269
- Warum kreuzen sich die Leitungsbahnen im Zentralnervensystem? In: Zeitschrift für die gesamte Neurologie und Psychiatrie. 1928. doi:10.1007/BF02863903
- Über den medialen Sympathikuskern des menschlichen Rückenmarks. In: Zeitschrift für die gesamte Neurologie und Psychiatrie. 134, 1, 1931, S. 649–656. doi:10.1007/BF02897011